# ラーム・シング
ラーム・シング（Ram Singh, 生年不詳 - 1688年3月）は、北インドのラージャスターン地方、アンベール王国の君主（在位：1667年 - 1688年）。ラーム・シング1世（Ram Singh I）とも呼ばれる。

## 生涯

### 即位以前と即位
アンベール王国の君主ジャイ・シングの息子として、アンベールで誕生した。
ラーム・シングは父ジャイ・シングのたびかさなる遠征に従軍し、1654年までに騎兵3,000の司令官となった。
1660年、ラーム・シングは皇帝アウラングゼーブの命により、単独でガルワール王国のシュリーナガルへの遠征に向かった。
1664年以降、父ジャイ・シングは下の息子とともにマラーターの指導者シヴァージーを打倒するため、デカン地方へ遠征に向かっていた。ラーム・シングは宮廷に残り、父からの返答を待った。
1665年、父ジャイ・シングはシヴァージーに勝利し、ラーム・シングにシヴァージーとともにアウラングゼーブに面会するように伝えた。1666年に彼はシヴァージーとともにアウラングゼーブにアーグラで面会したものの、シヴァージーとアウラングゼーブは仲たがいし、シヴァージーは幽閉された。
その後、1667年にシヴァージーはアーグラ城から脱走し、ラーム・シングにその手引きをしたとの嫌疑がかかった。父ジャイ・シングはその嫌疑を晴らすために宮廷へと向かったが、 同年8月28日にその途中のブルハーンプルで死亡した。これにより、ラーム・シングは王位を継承した。

### アッサムへの遠征

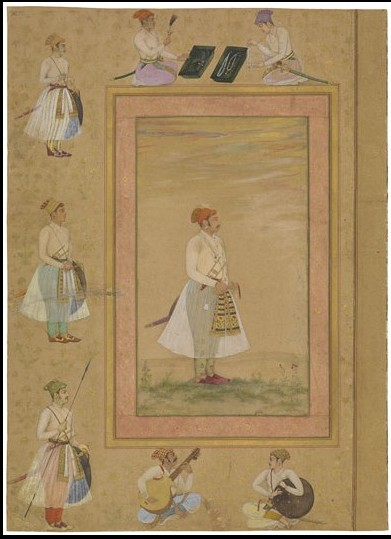
ラーム・シングと廷臣

1667年12月27日以降、ラーム・シングはアッサム地方への遠征に送られ、以降この地域における指揮権は長らく彼の手にあった。この地域はアーホーム王国（アッサム王国）が支配しており、この地の指揮官であったミール・ジュムラーが死亡し、同国が再び反抗したため、彼が派遣されることになったのである。
ラーム・シングはアッサム軍をマーナス川からグワーハティーまで追いかけ、グワーハティーにアッサム軍を包囲した。だが、ムガル軍はアッサム軍にブラフマプトラ川の岸、サラーイガートで敗北した（サラーイガートの戦い）。
このため、ラーム・シングはグワーハティーを放棄せざるを得なくなり、アッサム領から退却せざるを得なかった。アッサム軍はマーナス川の西、国境まで追撃した。結局、グワーハティーの西に国境を定めた。
歴史家サティーシュ・チャンドラは、アッサムでの出来事は遠隔地におけるムガル帝国の支配における限界を示していたともしている。だが、戦争はアッサムにおける王権の強さを消し、アッサム王国の衰退・分裂を招いたともしている。

### アフガニスタンへ赴任

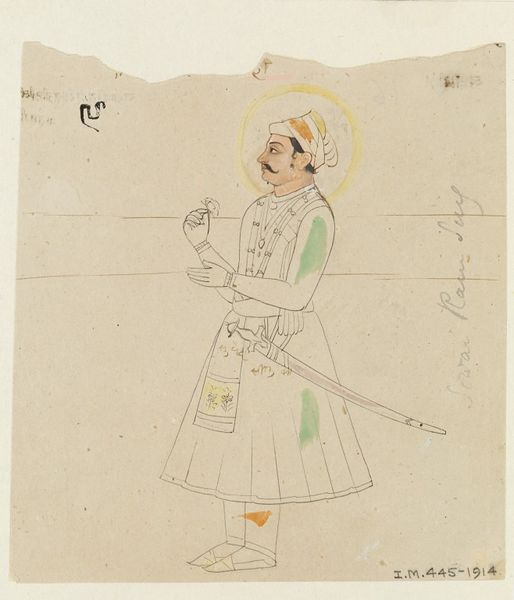
ラーム・シング

1676年にラーム・シングはアーグラに戻り、5000人の指揮官に任ぜられた。その後、帝国北西部のアフガニスタン辺境におけるパシュトゥーン人の統治に向かわされた。
この間、1678年12月にマールワール王国の君主ジャスワント・シングが継嗣なく死亡すると、アウラングゼーブはその王国をただちに併合した。また、1679年4月には異教徒に課せられるジズヤを復活したため、その年の7月には一部にラージプートらが反乱を起こした。
ラーム・シングは他のラージプートらが反乱を起こしているにもかかわらず、帝国に忠誠を誓い、アフガニスタンの辺境にとどまっていた。一方、彼の息子のキシャン・シングはアウラングゼーブのデカン戦争に従軍していたが、1682年4月11日に殺害されてしまった。
ラーム・シングはショックを受けたが、アウラングゼーブは代わりに孫ビシャン・シングをデカンに派遣するように命じた。だが、彼は孫をデカンへ送ることを無視し続けた。
そのため、1686年にラーム・シングは怒ったアウラングゼーブにより地位を解かれ、位階を下げられ、そのうえでアフガニスタンのコーハトへと送られた。
1688年4月、ラーム・シングは同地で没した。死後、王位はビシャン・シングが継承した。